# راسموس لائوگه اسمیت
راسموس لائوگه اسمیت (دانمارکی: Rasmus Lauge Schmidt؛ زادهٔ ۲۰ ژوئن ۱۹۹۱) بازیکن هندبال اهل دانمارک است.